# División de Honor femenina de balonmano 2017-18
La Liga Loterías de balonmano femenino fue la 61.ª edición de la División de Honor femenina de balonmano, la primera división de balonmano femenino en España.
El Super Amara Bera Bera se proclamó campeón de la competición, en tanto que el BFIT-MuchoTicket renunció a su plaza de la Liga Loterías para la temporada 2018-19, pese a haber quedado en décima posición en esta temporada, por lo que descendió junto al Balonmano Base Villaverde a la división de plata.

## Equipos
| Equipo                           | Localidad             | Comunidad Autónoma   | Estadio                                |
| -------------------------------- | --------------------- | -------------------- | -------------------------------------- |
| BM Castellón                     | Castellón de la Plana | Comunidad Valenciana | Pabellón Fernando Úbeda Mir            |
| Elche Mustang                    | Elche                 | Comunidad Valenciana | Pabellón Municipal Carrús              |
| Club Hándbol Canyamelar Valencia | Valencia              | Comunidad Valenciana | Pabellón Municipal Cabanyal-Canyamelar |
| Mecalia Atl. Guardés             | La Guardia            | Galicia              | Pabellón Municipal de A Sangriña       |
| Godoy Maceda Porriño             | Porriño               | Galicia              | Pabellón Municipal de Porriño          |
| Prosetecnisa Zuazo               | Baracaldo             | País Vasco           | Polideportivo Municipal de Lasesarre   |
| Super Amara Bera Bera            | San Sebastián         | País Vasco           | Polideportivo Municipal Bidebieta      |
| Rincón Fertilidad                | Málaga                | Andalucía            | Pabellón José Luis Pérez Canca         |
| B.M. Mavi Nuevas Tecnologías     | Gijón                 | Asturias             | Pabellón de Deportes La Arena          |
| BFIT-MuchoTicket                 | Santa Eulalia del Río | Baleares             | Pabellón Municipal de Santa Eulalia    |
| Rocasa Gran Canaria              | Telde                 | Canarias             | Pabellón Insular Antonio Moreno        |
| Aula Cultural Valladolid         | Valladolid            | Castilla y León      | Polideportivo Huerta del Rey           |
| KH-7 BM. Granollers              | Granollers            | Cataluña             | Palacio de Deportes de Granollers      |
| Balonmano Base Villaverde        | Madrid                | Comunidad de Madrid  | Polideportivo Plata y Castañar         |

## Clasificación
| Puesto | Equipo                     | Pts | PJ | G  | E | P  | GF  | GC  | Dif  |
| ------ | -------------------------- | --- | -- | -- | - | -- | --- | --- | ---- |
| 1.     | Super Amara Bera Bera      | 46  | 26 | 23 | 0 | 3  | 767 | 597 | +170 |
| 2.     | Mecalia At. Guardés        | 46  | 26 | 23 | 0 | 3  | 806 | 617 | +189 |
| 3.     | Rocasa Gran Canaria        | 39  | 26 | 19 | 1 | 6  | 773 | 637 | +136 |
| 4.     | BM Mavi Nuevas Tecnologías | 35  | 26 | 17 | 1 | 8  | 683 | 583 | +100 |
| 5.     | Aula Cultural Valladolid   | 35  | 26 | 17 | 1 | 8  | 714 | 621 | +93  |
| 6.     | Rincón Fertilidad          | 34  | 26 | 17 | 0 | 9  | 659 | 597 | +62  |
| 7.     | Zuazo Barakaldo            | 29  | 26 | 13 | 3 | 10 | 723 | 711 | +12  |
| 8.     | KH-7 Granollers            | 26  | 26 | 12 | 2 | 12 | 715 | 658 | +57  |
| 9.     | Godoy Maceda Porriño       | 21  | 26 | 10 | 1 | 15 | 638 | 692 | -54  |
| 10.    | BFIT-MuchoTicket           | 18  | 26 | 8  | 2 | 16 | 658 | 700 | -42  |
| 11.    | Elche Mustang              | 16  | 26 | 8  | 0 | 18 | 600 | 679 | -79  |
| 12.    | Handbol Valencia           | 11  | 26 | 4  | 3 | 19 | 626 | 715 | -89  |
| 13.    | BM Castellón               | 8   | 26 | 4  | 0 | 22 | 569 | 801 | -232 |
| 14.    | BM Base Villaverde         | 0   | 26 | 0  | 0 | 26 | 607 | 930 | -323 |

|  | Campeón de Liga              |
|  | Clasificación Liga Campeones |
|  | Clasificación EHF Cup        |
|  | Descenso                     |

## Siete ideal
El siete ideal de la competición lo formaron Maitane Etxeberria en el extremo derecho y Marizza Faria en el central, Renata Lais Arruda en la portería, Sole López en el extremo izquierdo, Paula García en el pivote, Carmen Campos y O´Mullony en los laterales. 
Silvia Arderius fue la jugadora más valiosa y Elena Cuadrado la mejor promesa, además de Ana Cerqueira como mejor defensora y Robert Cuesta como mejor entrenador.

## Máximas goleadoras
| N.º | Nombre                 | Club                       | Goles |
| --- | ---------------------- | -------------------------- | ----- |
| 1   | María Prieto O'Mullony | Aula Cultural Valladolid   | 228   |
| 2   | Ivet Musons            | Elche Mustang              | 158   |
| 3   | Carmen Campos          | BFIT-MuchoTicket           | 153   |
| 4   | Haridian Rodríguez     | Rocasa Gran Canaria        | 141   |
| 5   | Sara Gil               | Godoy Maceda Porriño       | 138   |
| 6   | Judith Vizuete         | KH-7 Granollers            | 135   |
| 7   | Tilda Matthijs         | KH-7 Granollers            | 133   |
| 8   | Noelia López           | BM Castellón               | 132   |
| 9   | Soraia Lopes           | BM Mavi Nuevas Tecnologías | 123   |
| 10  | María Luján            | Zuazo Barakaldo            | 122   |